# Dalmatinska nogometna liga – Južna skupina 1985./86.
Dalmatinska nogometna liga – Južna skupina je bila jedna od tri skupine Dalmatinske nogometne lige u sezoni 1985./86., četvrtoga ranga nogometnog prvenstva Jugoslavije. 
 
Sudjelovalo je 13 klubova, a prvak je bio HTP Dubrovnik.

## Ljestvica
| mj. | klub                   | ut. | pob. | ner. | por. | gol+ | gol- | bod |
| --- | ---------------------- | --- | ---- | ---- | ---- | ---- | ---- | --- |
| 1.  | HTP Dubrovnik          | 24  | 17   | 4    | 3    | 74   | 30   | 38  |
| 2.  | Metković               | 24  | 13   | 4    | 7    | 46   | 36   | 30  |
| 3.  | Mladost Dubravka       | 24  | 13   | 6    | 5    | 54   | 30   | 29  |
| 4.  | Norin Kula Norinska    | 24  | 11   | 7    | 6    | 40   | 33   | 29  |
| 5.  | Zmaj Blato             | 24  | 11   | 5    | 8    | 60   | 54   | 27  |
| 6.  | Slaven Gruda           | 24  | 8    | 8    | 8    | 33   | 27   | 24  |
| 7.  | Maestral Krvavac       | 24  | 7    | 8    | 9    | 36   | 37   | 22  |
| 8.  | Hajduk Vela Luka       | 24  | 10   | 0    | 14   | 45   | 46   | 20  |
| 9.  | SOŠK Ston              | 24  | 8    | 4    | 12   | 30   | 47   | 20  |
| 10. | Konavljanin Čilipi     | 24  | 6    | 7    | 11   | 35   | 40   | 19  |
| 11. | Grk Potomje            | 24  | 7    | 5    | 12   | 30   | 44   | 19  |
| 12. | Župa dubrovačka Čibača | 24  | 5    | 9    | 10   | 41   | 51   | 19  |
| 13. | Cavtat                 | 24  | 4    | 5    | 15   | 26   | 63   | 13  |

## Rezultatska križaljka
| kratica | klub                   | CAV | GRK | HAJ | HTP | KON | MAE | MET | MLA | NOR | SLA | SOŠK | ZMAJ | ŽUD |
| --- | ---------------------- | --- | --- | --- | --- | --- | --- | --- | --- | --- | --- | ---- | ---- | --- |
| CAV | Cavtat                 |     |     |     |     |     |     |     |     |     |     |      |      |     |
| GRK | Grk Potomje            |     |     |     |     |     |     |     |     |     |     |      |      |     |
| HAJ | Hajduk Vela Luka       |     |     |     |     |     |     |     |     |     |     |      |      |     |
| HTP | HTP Dubrovnik          |     |     |     |     |     |     |     |     |     |     |      |      |     |
| KON | Konavljanin Čilipi     |     |     |     |     |     |     |     |     |     |     |      |      |     |
| MAE | Maestral Krvavac       |     |     |     |     |     |     |     |     |     |     |      |      |     |
| MET | Metković               |     |     |     |     |     |     |     |     |     |     |      |      |     |
| MLA | Mladost Dubravka       |     |     |     |     |     |     |     |     |     |     |      |      |     |
| NOR | Norin Kula Norinska    |     |     |     |     |     |     |     |     |     |     |      |      |     |
| SLA | Slaven Gruda           |     |     |     |     |     |     |     |     |     |     |      |      |     |
| SOŠK | SOŠK Ston              |     |     |     |     |     |     |     |     |     |     |      |      |     |
| ZMAJ | Zmaj Blato             |     |     |     |     |     |     |     |     |     |     |      |      |     |
| ŽUD | Župa dubrovačka Čibača |     |     |     |     |     |     |     |     |     |     |      |      |     |
| |                        |     |     |     |     |     |     |     |     |     |     |      |      |     |
| podebljan rezultat - utakmice od 1. do 13. kola (1. utakmica između klubova) rezultat normalne debljine - utakmice od 14. do 26. kola (2. utakmica između klubova) rezultat nakošen - nije vidljiv redoslijed odigravanja međusobnih utakmica iz dostupnih izvora rezultat nakošen i smanjen * - iz dostupnih izvora nije uočljiv domaćin susreta prekrižen rezultat - poništena ili brisana utakmica p - utakmica prekinuta 3:0 p.f. / 0:3 p.f. - rezultat 3:0 bez borbe |                        |     |     |     |     |     |     |     |     |     |     |      |      |     |

 Izvori: 